# Teodor Liese

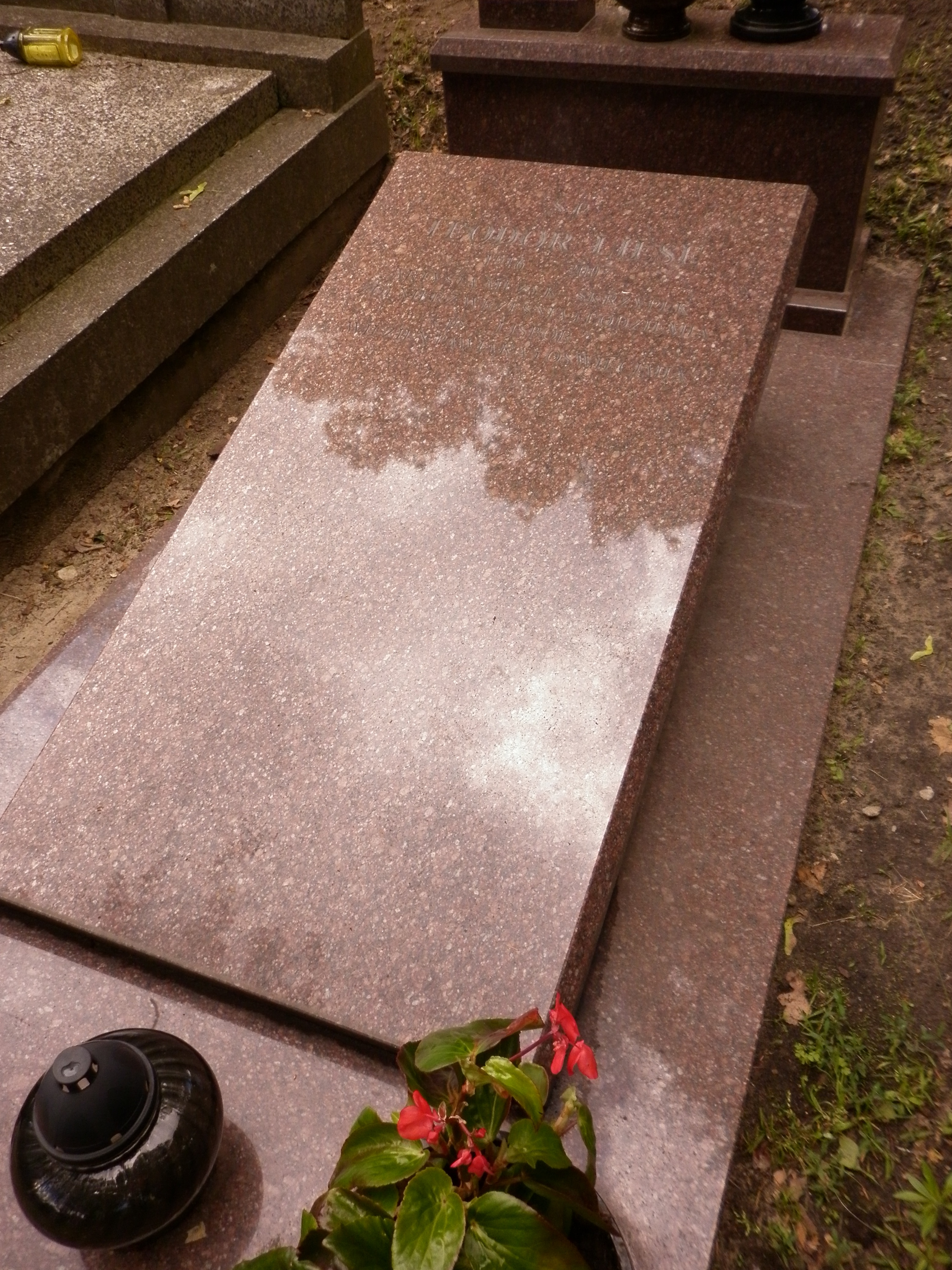
Grób Teodora Liese na Powązkach Wojskowych

Teodor Łukasz Liese (ur. 5 kwietnia 1916 w Warszawie, zm. 4 października 2007 tamże) – polski skrzypek, działacz społeczny na rzecz środowiska muzycznego, żołnierz podziemia.
W 1937 otrzymał dyplom Konserwatorium Warszawskiego. Po wybuchu II wojny światowej uczestniczył w polskich działaniach obronnych września 1939, a w czasie okupacji członek podziemia, uczestnik akcji odbicia więźniów przetrzymywanych w więzieniu przy ul. Daniłowiczowskiej w 1942 Więzień Pawiaka i niemieckiego obozu koncentracyjnego Auschwitz-Birkenau, gdzie grał w obozowej orkiestrze.
Był wieloletnim członkiem orkiestry Filharmonii Narodowej i współzałożycielem Stowarzyszenia Polskich Artystów Lutników. 

## Odznaczenia[3]
- Medal „Za udział w wojnie obronnej 1939”
- Medal Zwycięstwa i Wolności 1945
- Krzyż Kawalerski Orderu Odrodzenia Polski (1966)
- Krzyż Oficerski Orderu Odrodzenia Polski (1976)
- Krzyż Komandorski Orderu Odrodzenia Polski (1981)

Pochowany 12 października 2007, na Powązkach Wojskowych w Warszawie (kwatera C-A-49).